# USS Mullany (DD-325)
USS Mullany (DD-325) là một tàu khu trục lớp Clemson được Hải quân Hoa Kỳ chế tạo vào cuối Chiến tranh Thế giới thứ nhất. Nó là chiếc tàu chiến đầu tiên của Hải quân Hoa Kỳ được đặt theo tên Chuẩn đô đốc James Robert Madison Mullany (1818-1887), người tham gia cuộc Chiến tranh Mexico-Hoa Kỳ và cuộc Nội chiến Hoa Kỳ. Mullany ngừng hoạt động năm 1930 và bị tháo dỡ năm 1931 nhằm tuân thủ quy định hạn chế vũ trang của Hiệp ước Hải quân London

## Thiết kế và chế tạo
Mullany được đặt lườn vào ngày 3 tháng 6 năm 1919 tại xưởng tàu Union Iron Works của hãng Bethlehem Shipbuilding Corporation ở San Francisco, California. Nó được hạ thủy vào ngày 9 tháng 7 năm 1920, được đỡ đầu bởi cô Alice Lee Hall; và được đưa ra hoạt động tại Xưởng hải quân Mare Island vào ngày 29 tháng 3 năm 1921 dưới quyền chỉ huy của Hạm trưởng, Đại úy Hải quân Edward Breed.

## Lịch sử hoạt động
Đặt căn cứ tại San Diego, California, Mullany hoạt động dọc theo vùng bờ Tây Hoa Kỳ trong hầu hết quãng đời hoạt động của nó, di chuyển hàng năm đến vùng kênh đào Panama và vùng biển Caribe để cơ động hạm đội phối hợp. Nó rời San Francisco, California vào ngày 15 tháng 4 năm 1925 để huấn luyện chiến thuật hạm đội tại vùng quần đảo Hawaii, nơi nó lên đường vào ngày 1 tháng 7 cùng với Hạm đội Chiến trận cho một chuyến viếng thăm thiện chí ngang qua Samoa đến Australia và New Zealand. Nó quay trở về San Diego vào ngày 27 tháng 9.
Vào năm 1928, Mullany hai lần di chuyển đến Hawaii, chuyến thứ nhất để cơ động hạm đội và chuyến thứ hai để huấn luyện hải quân dự bị. Nó được cho xuất biên chế tại San Diego vào ngày 1 tháng 5 năm 1930. Tên nó được cho rút khỏi danh sách Đăng bạ Hải quân vào ngày 18 tháng 11 năm 1930, và nó bị bán để tháo dỡ vào ngày 19 tháng 3 năm 1931.